# عبد الله بن جبير
عبد الله بن جبير بن النعمان (المتوفي سنة 3 هـ) صحابي من بني ثعلبة بن عمرو بن عوف من الأوس. شهد بيعة العقبة مع السبعين، وغزوة بدر، وكان أمير الرماة الخمسين الذين أمرهم النبي محمد أن يقفوا على جبل عينين، وقال لهم: «قوموا على مصافكم هذا، فاحموا ظهورنا. فإن رأيتمونا قد غنمنا فلا تشركونا، وإن رأيتمونا نقتل فلا تنصرونا، وإن رأيتم الطير تخطفنا.»، إلا أنهم لما رأوا الغلبة للمسلمين في أول المعركة، تركوا أماكنهم ونزلوا لجمع الغنائم. حاول ابن جبير منعهم، وذكرهم بقول النبي محمد، إلا أنهم أبوا، فبقي في جماعة لا تزيد على العشرة فيهم الحارث بن أنس بن رافع، فوجد خالد بن الوليد قلة أهل الجبل، فكرّ بالخيل فتبعه عكرمة بن أبي جهل، فرماهم من بقي من الرماة حتى قتلوهم. وكان عبد الله بن جبير قد رمى حتى فنيت نباله، ثم طاعن بالرمح حتى انكسر، ثم بالسيف قتلوه، وكان الذي قتله يومها عكرمة بن أبي جهل. مثّلت قريش يومها بجثة عبد الله بن جبير، فطعنوه برماحهم في بطنه حتى خرقت ما بين سرته إلى عانته.